# Pezzi della sera
Pezzi della sera è il secondo album in studio del cantautore italiano Marco Castello, pubblicato il 17 novembre 2023 dall'etichetta indipendente Megghiu Suli.

## Antefatti
Il disco è stato pubblicato due mesi prima solamente nel formato vinile, per poi venire pubblicato il 17 novembre seguente.

## Tracce
Testi di Marco Castello.
1. Porci – 2:58
2. Beddu – 3:22
3. Polifemo – 3:10
4. Dracme – 3:26
5. Sul serio – 4:16
6. Pipì – 4:42
7. Empireo risolti – 4:07
8. Narrazione – 3:50
9. Copricolori – 3:47
10. Melo – 4:20